# 都铎式建筑
都铎式建筑（英語：Tudor architecture），英格兰和威尔士在都铎時期（1485–1603）流行的建筑风格，是英格兰中世纪建筑最后的发展阶段。标志着欧洲大陆的文艺复兴建筑初步引入英格兰，承袭晚期哥特式的垂直风格，与欧陆潮流更加契合。伊丽莎白式建筑是都铎式风格的晚期分支，流行于约1560至1600年，后延续至斯图亚特王朝早期的詹姆士式建筑。特征主要有：矩形铅条窗垂直排列，由横楣和竖棂组成框架，常见石制或橡木罩式窗围；使用低矮的多心都铎拱；首次从低地国家引入砖石建筑技法；使用托臂凸窗结构；线脚装饰更趋舒展，叶饰纹样转向自然主义。
在演变更缓慢的乡土建筑领域，“都铎风格”成为木骨架建筑的代称，不过这个代称在时间上不够准确，因为曲木构架和木框架房屋在1485年前便已存在，且部分延续至1603年之后。在许多地区，使用石材打造而立面不露木构架，是高规格房屋的准则，而当时的单层木构架篱笆抹泥屋主要是贫困阶层居住，结构脆弱，罕有存世。对于高规格住宅，都铎风格长期是英国主流的审美，但“都铎式”这一术语也有矛盾，其和都铎王朝在时间上不是严格关联，不是始终如一，也未随都铎王朝结束而终止。
亨利八世与爱德华六世在位期间，有众多意大利工匠赴英，在作品中加入许多欧陆式装饰元素，可见于漢普敦宮、雷尔马尼塔、萨顿庄园。修道院解散运动期间，有大量教会和修道院土地划给权贵，教会堂院的石材就此四散，开启修筑世俗大宅的热潮，市政建筑、大学建筑也稳步增建，而宗教建筑的修建和发展几乎停滞。砖石到都铎王朝晚期逐步普及，仅余下底层阶级传承旧有的木构和篱笆抹泥等技艺。到伊丽莎白一世时期，北方矫饰主义传入，主要借由书籍传播，影响显著，贵族和富人也在这一时期竞相建造奇观豪宅，以彰显地位。

## 历史

### 亨利七世时期

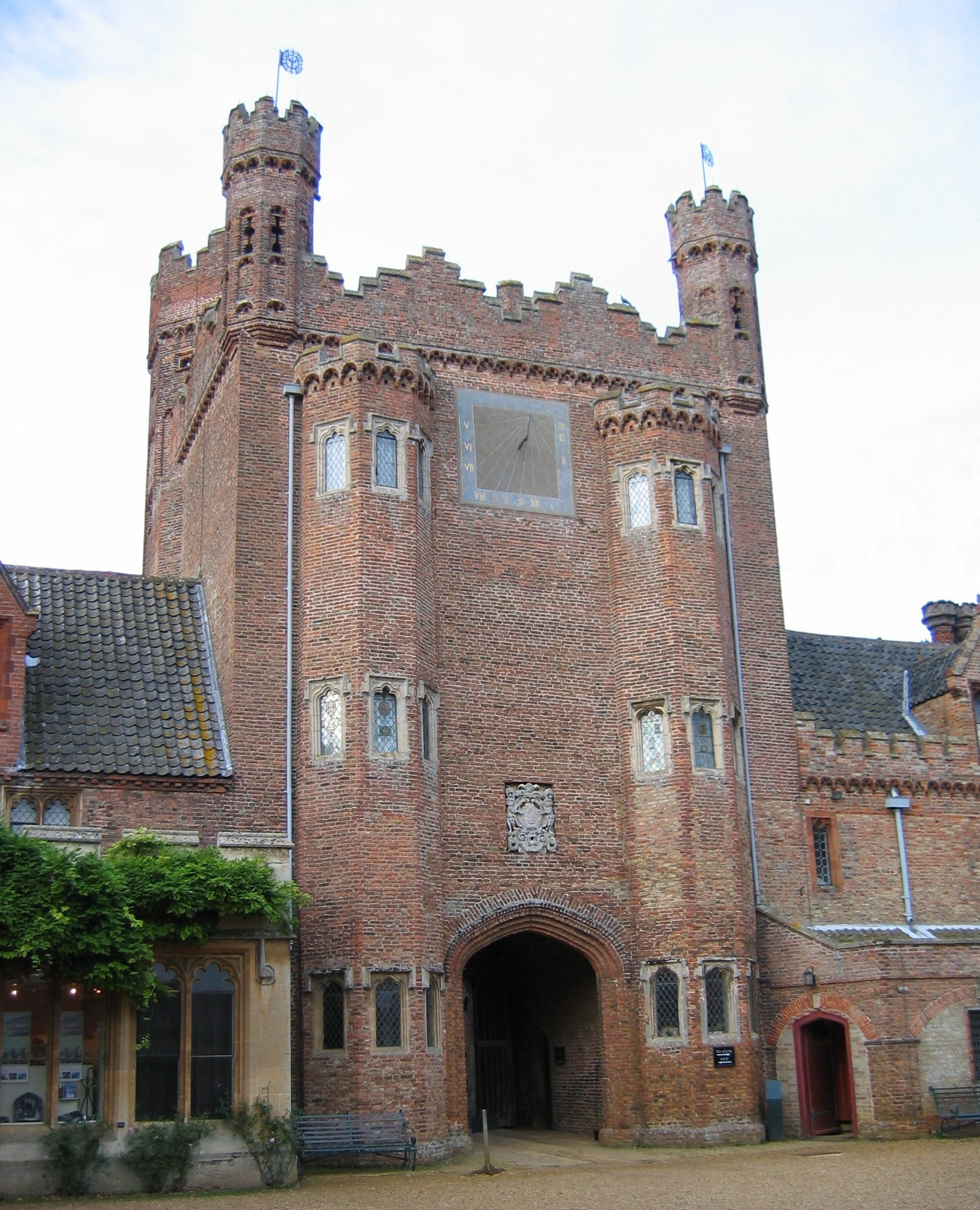
奥克斯堡庄园的都铎式门楼

1485年之前，许多贵族的住宅都侧重防御而非舒适，惟莊園宅邸的防御工事设计在逐步减少。城堡与小庄园常配备护城河、吊闸和供弓箭手守卫的城垛。亨利六世时期，火药与火炮出现，城堡类防御工事逐渐过时。1485年，亨利七世登基，玫瑰战争已然耗尽王室财库。约克派在爱德华四世死后洗劫了国库。1487年，亨利七世颁布《侍从制度法》，限制贵族私养军队，并通过亲信约翰·莫顿向贵族征税。贵族大宅中的防御工事设计几乎失去效用。

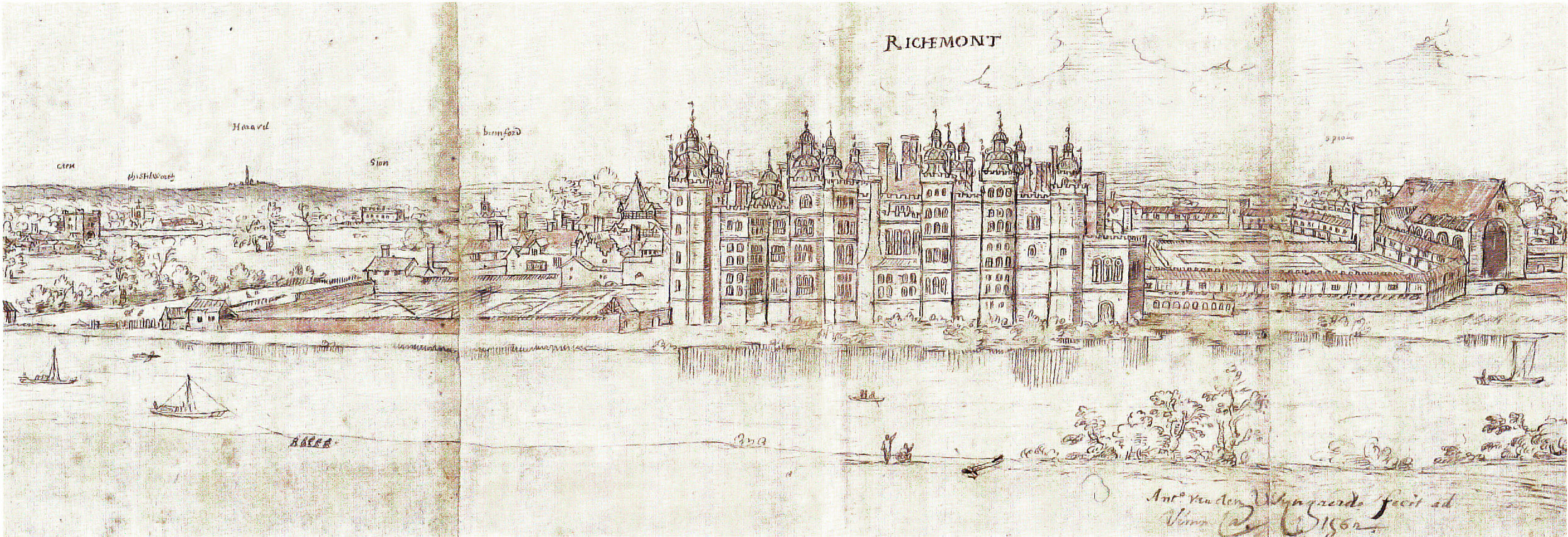
里士满宫西立面，安东尼·范登温哈尔德绘于1562年

亨利七世早期青睐威斯敏斯特东西两处宫苑，皆位于泰晤士河沿岸。他继承了众多城堡，但鲜少改建。他修缮格林威治宫（普拉森舍宫），修建砖砌的河滨庭院，伊丽莎白王后在此诞下亨利八世。希恩宫位于泰晤士河上游，亦是亨利七世的主要居所。自爱德华二世起即为行宫，亨利五世在位期间，于1414年最后一次扩建。建筑主体为木结构，建有回廊，带有中世纪特征，例如中央大宴会厅，枢密厅面朝泰晤士河，和15世纪的城堡设计相仿。1497年圣诞，希恩宫焚毁。数月后，亨利七世以欧陆文艺复兴风格重建新宫里士满宫，亦是首座“奇观豪宅”。
非住宅类都铎建筑同样重要，如朴茨茅斯干船坞，建于亨利七世时期。朴次茅斯干船坞突破了中世纪的技术，为亨利八世和伊丽莎白一世时期的市政工程设计奠定基础。此前的船只难抗北海风浪，更无法跨越大西洋，仅能担负沿岸贸易。亨利登基三年后，迪亚士绕行好望角，开辟了通往亚洲的海路，船舶速度提升，适航性增强。亨利七世统治后期因而大加资助海上探险，拥有能修造船舶、清除藤壶蛀虫、回收旧船的干船坞使他占据优势。亨利七世购地八英亩，委派雷金纳德·布雷爵士（Sir Reginald Bray）建造干船坞。船坞每边长330英尺，底长395英尺，深22英尺。码头外侧护岸各宽40英尺。运作时开启铰链闸门引船入坞，后部用马驱动链斗水车排水。

### 亨利八世时期及之后

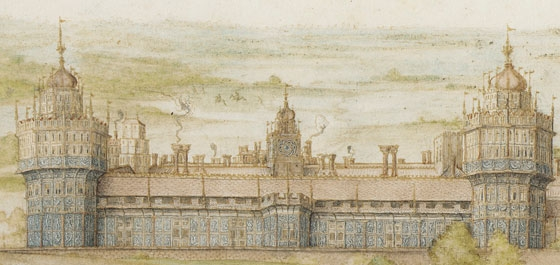
无双宫南立面细部，为伊丽莎白一世初期风貌。水彩画，乔治·霍夫纳格尔，1568年

亨利七世由次子亨利八世继位，其性格与父迥异，斥巨资建造众多宫殿及奢华设施，惟现多已不存。现存最完整的都铎式宫殿是汉普敦宫，是亨利从失宠的沃尔西枢机手中接管、扩建而成。他在漢普敦宮庭院设置喷泉，庆典期间喷涌葡萄酒，极尽奢华。他还沿英格兰南部海岸及苏格兰边境修筑诸多军事设施。亨利八世所修建的最宏大的宫殿是伦敦南郊的无双宫，今已不存。这座无双宫修建时意在媲美宏伟的法国王宫，虽聘用意大利艺术家，其建筑仍属北方风格。
随时间推移，方形、H形或E形的平面渐成主流，H形布局在亨利八世时期发展成熟。大型建筑时兴设置“秘密机关”，以彰显主人智慧、取悦访客，如一些机关含有隐蔽的天主教符号，如三面体、三角形或Y形设计，暗示三位一体。早期的教会建筑则以十字形为主（如旧圣保罗座堂），但亨利八世时期发起宗教改革，引发教会建筑的剧变。
亨利八世镇压解散修道院，众多中世纪建筑遭贵族拆毁取材，仅君主特护的教堂得存，东盎格利亚地区沃尔辛厄姆的圣母朝圣地被毁尤甚，奥古斯丁修道院遭洗劫，圣母像运至伦敦销毁，遗址石材被拆取。亨利八世、爱德华六世及共和时期的新教徒摧毁了绝大多数宗教图像与教堂陈设。爱德华六世下令拆除所有教堂聖壇屏，导致圣坛屏无一存世，祭坛画多遭焚毁。亨利在位时已开始焚毁圣像。因为新建教堂稀少，英格兰反而比欧陆留存了更多的中世纪教堂，但如杰沃克斯修道院等巨构则仅存断壁，彩窗尽失。
烟囱与封闭壁炉在这一时期普及，原先中世纪建筑早期流行的开放式骑士厅就是围绕开放式壁炉设置，因而就此衰落。壁爐可置于二层，实现全楼层贯通。都铎式壁炉架庞大精美，还出现悬挑结构，得以实现全尺寸的悬挑二层，尽显现代性。

## 特征

### 上流阶级

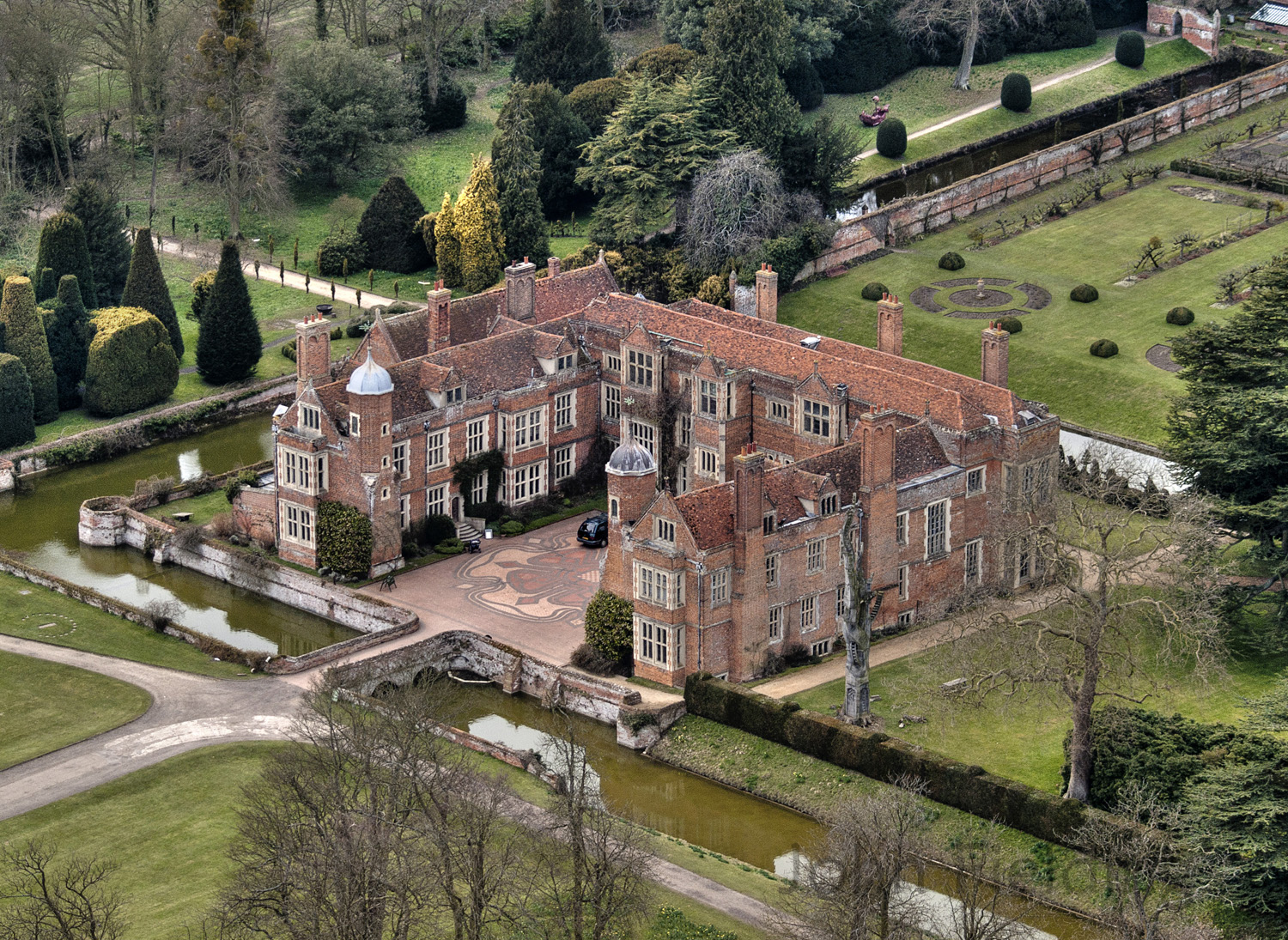
肯特威尔庄园

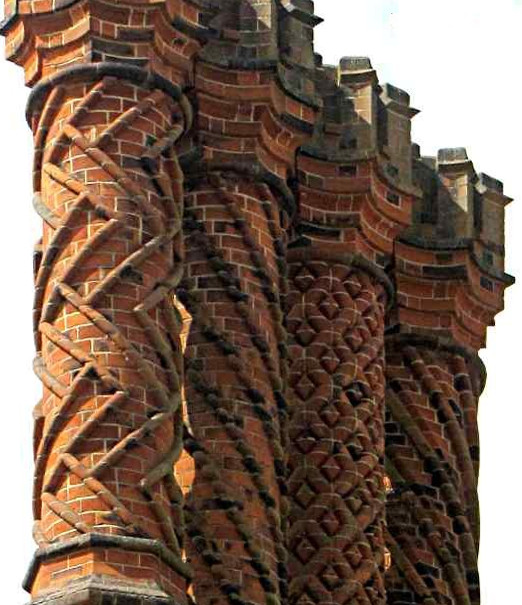
漢普敦宮的砖砌烟囱

都铎式的王室及上流阶层建筑有如下特点：
- E形或H形平面。
- 砖石及石砌工艺（英语：stone masonry）。早期大宅上层或采用木骨架。
- 回收利用中世纪石材。尤其在亨利八世解散修道院后，部分修道院建筑改造为住宅。
- 曲线山墙。世纪中叶受荷蘭式山牆影响。
- 大型玻璃窗。长达数英尺，是财富的象征。彩绘玻璃上绘制纹章，由加利翁·霍恩（英语：Galyon Hone）等匠人制作。
- 四心拱（英语：Four-centred arch）。盛行于教会与贵族建筑设计，尤见于早中期。
- 悬臂梁屋顶（英语：Hammerbeam roof）。从亨利七世至1603年仍用于大厅，装饰性增强，常见几何图案梁架及兽形梁托。
- 矩形小窗。除大窗外多为矩形，窗上常见滴水线脚（英语：drip mould）。
- 古典元素。亨利八世至伊丽莎白一世时期流行拱门门洞、凹室及醒目的栏杆。
- 大型砖砌烟囱。在中上阶层住宅，烟囱常冠以装饰帽。普通民宅增设砖砌壁炉，取代开放式炉膛，居住条件改善。
- 巨型石砌壁爐。炉膛宽阔，适应宴客需求；贵族府邸正式房间设大型壁炉架（英语：chimneypiece），常饰以家族纹章。
- 炉内铸铁烤架。上流阶层以烤制全牲炫富，小至500克幼畜大至成年公牛，皆可在烤架全身烤制；王室也努力媲美法国和西班牙的宏大宴席。亨利七世时期由转叉童（spit boy）控火，伊丽莎白时期改用轉叉犬。
- 長廊。
- 挂毯。可御寒、装饰、炫富，顶级挂毯上含有金银线。科内利乌斯·范德斯特雷特（英语：Cornelius van der Strete）等工匠还在王家挂毯上添加纹章和字母符号[13]
- 内外贴金装饰。
- 几何式景观园林。富豪宅邸后设大型花园及封闭式庭院，亨利八世时期始现喷泉。
- 纹章体系。都铎王朝以都铎玫瑰为标志性装饰，也是用作公关和宣传工具，如今是重要的断代依据。

### 下层阶级
平民的房屋建筑通常采用木框架结构。欧洲自1400年后出现上层木框架房屋，最初是用于防止雨水回流墙体，将其导回土壤。框架通常填充篱笆抹泥，偶用砖块填充。这类房屋接受新潮流较慢，如开放式大厅仍占主流。其壁炉按现代标准颇为宽大，是旨在为整屋供暖，兼作烹饪。这是因为当时英格兰正值小冰期，更易降雪。
小型都铎风格房屋特征如下：
- 方形或矩形平面。多见于集镇或城市。

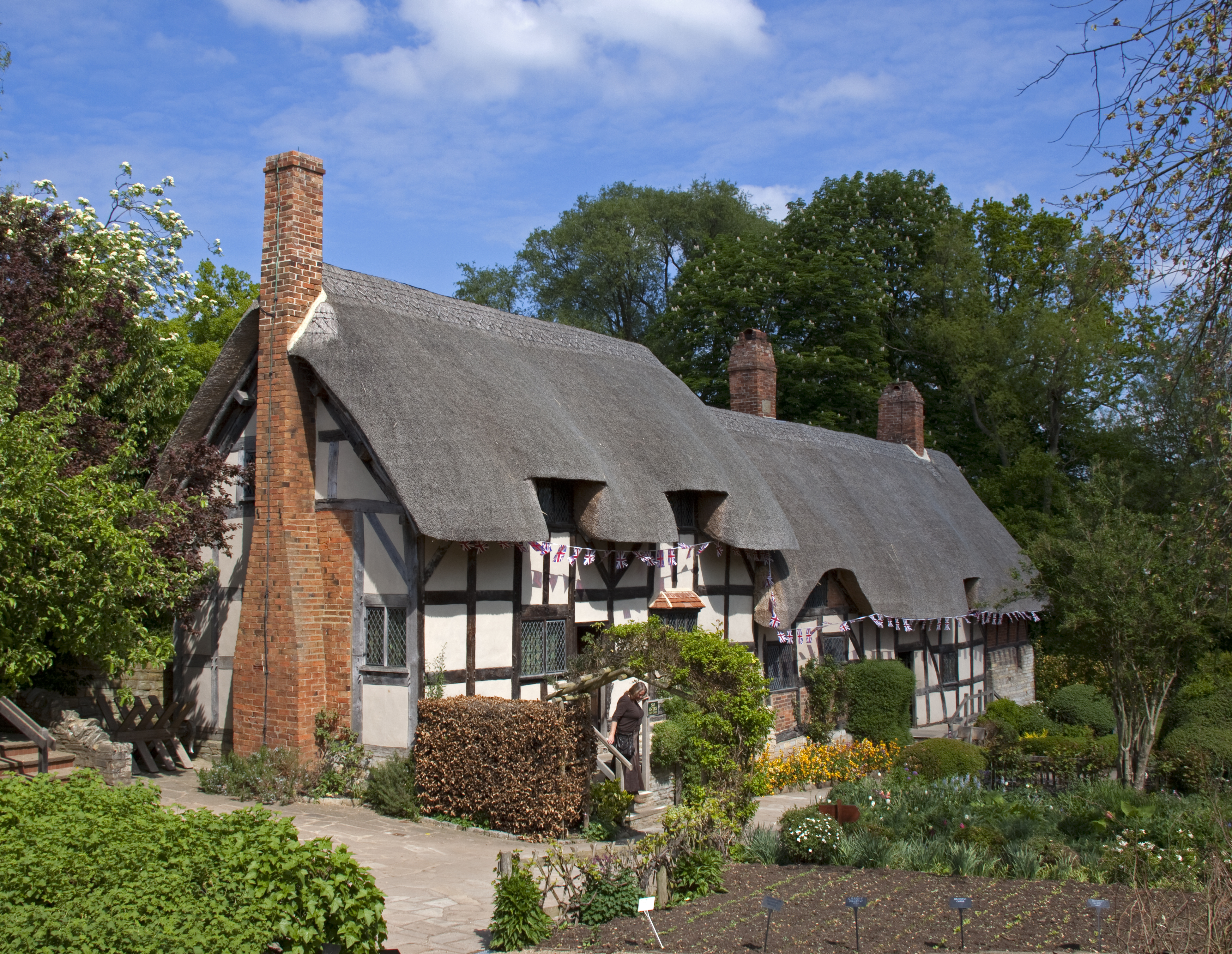
安妮·哈瑟维小屋，为木框架农舍

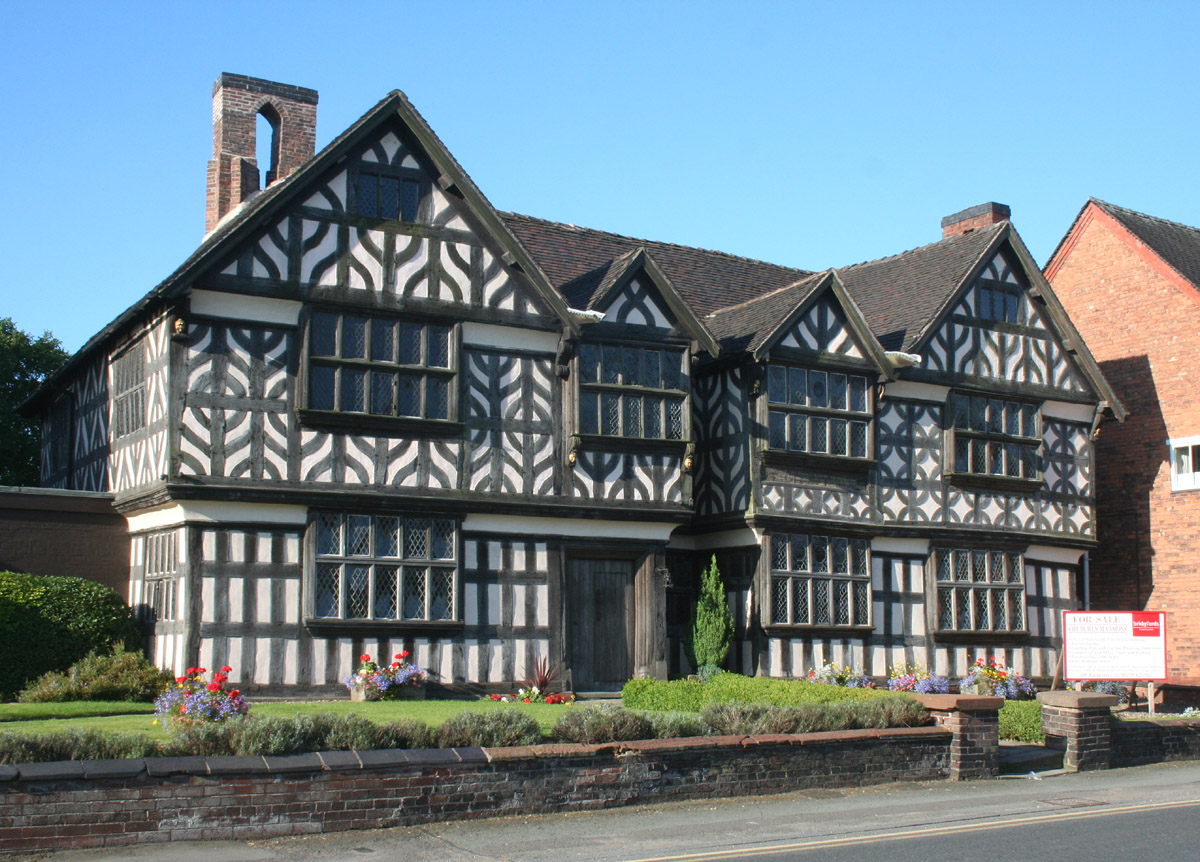
教堂庄园，柴郡楠特威奇

- 农舍保留小尺寸H形，带有中世纪建筑痕迹，因改造比重建更经济。
- 陡峭坡屋顶（英语：pitched roof），覆茅葺、石板（英语：Slate roof），罕见粘土瓦。伦敦在1660年代才下令禁止茅草屋顶。
- 曲木构架（英语：Cruck），整个时期持续使用。
- 锤梁屋顶（英语：Hammerbeam roof），保留实用功能，常见于谷仓。
- 十字山墙突出。
- 门窗高窄。
- 菱形小窗格，通常用铅框（英语：Leadlight）固定。
- 老虎窗，晚期出现。
- 石板（英语：Flagstone）或泥土地面，而非全石材或全木地板。
- 橡木骨架，白灰抹泥墙。
- 砖砌工艺（英语：Brickwork）。见于绅士阶层住宅，伊丽莎白时期尤其多，砖规格统一为210–250mm × 100–120mm × 40–50mm，由高石灰含量的砂浆砌筑。
- 上层悬挑（英语：Jettying），增加室内空间[16]，常见于集镇主街及伦敦等大城市
- 建筑间距极小甚至无间隔。
- 壁炉凹龛（英语：Inglenook）。亨利七世时期流行开放式壁炉，1560年代后中产阶层普及内置壁炉，仅余下穷人保留开放式壁炉。壁炉尺寸约138厘米宽，91厘米高，100厘米深。厨房大壁炉墙设挂钩悬吊煮锅，而非三脚架。许多烟囱内壁涂石灰石膏，但是加热会分解，导致火灾，因此在伊丽莎白一世时期颁布了最早的消防法规
- 砖石烤炉（英语：Masonry oven）与壁炉一体。爱德华六世后尤甚，中产家庭无需大烤炉且无力建造。
- 木制楼梯普及，见于中产及绅士住宅。
- 屋后设户外茅房（英语：Outhouses）。集镇及城外常见，文献称。
- 后院小景观。多设小型果菜園，偶设蜂箱，可采蜡制烛及采蜜。
- 贫民居棚屋，为单间篱笆抹泥屋，与今定义略异，多数无土地所有权，生活设施极其简陋，仅有睡眠、进食、烹饪区域

## 例子

### 机构建筑

#### 宗教建筑

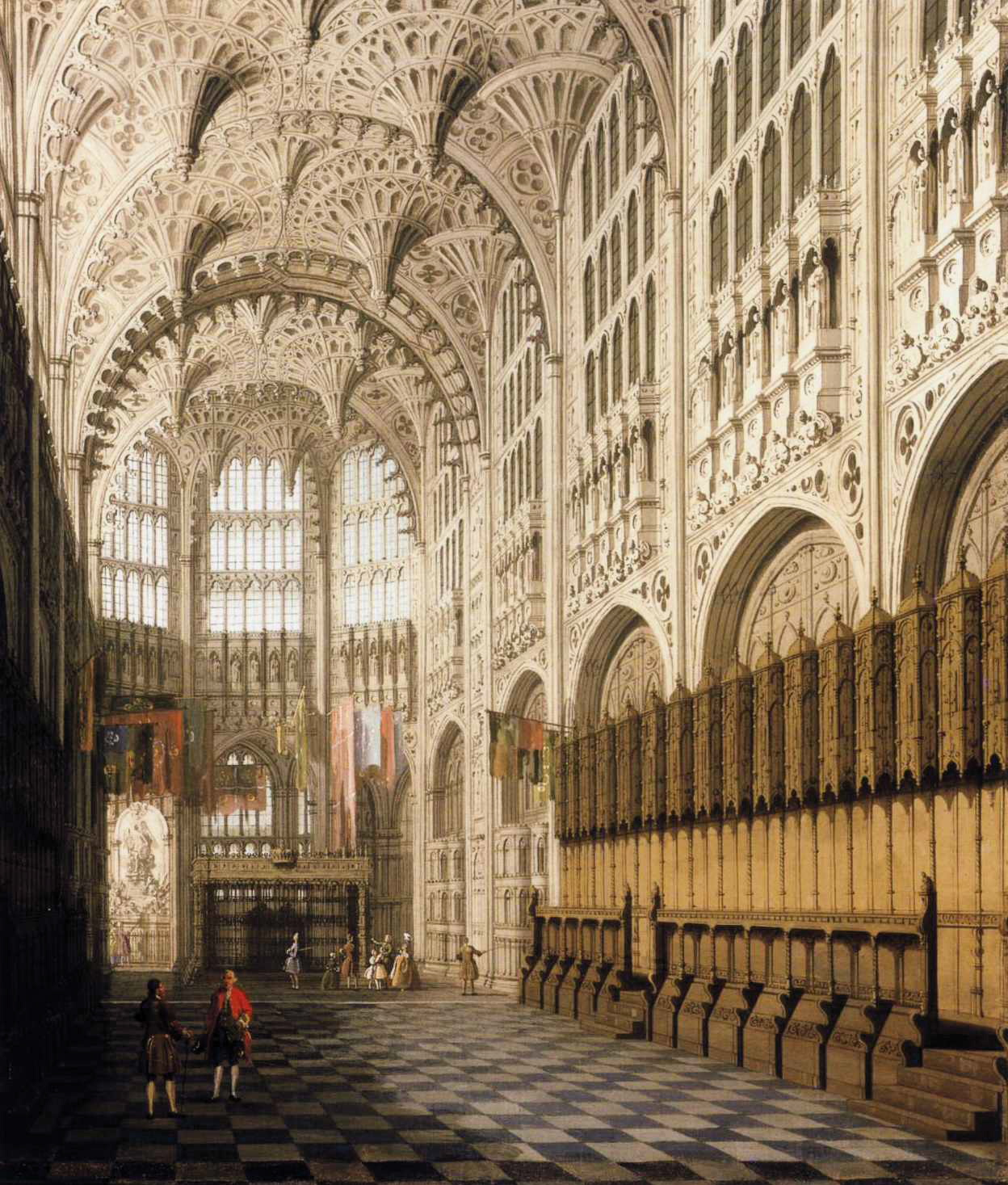
西敏寺亨利七世礼拜堂

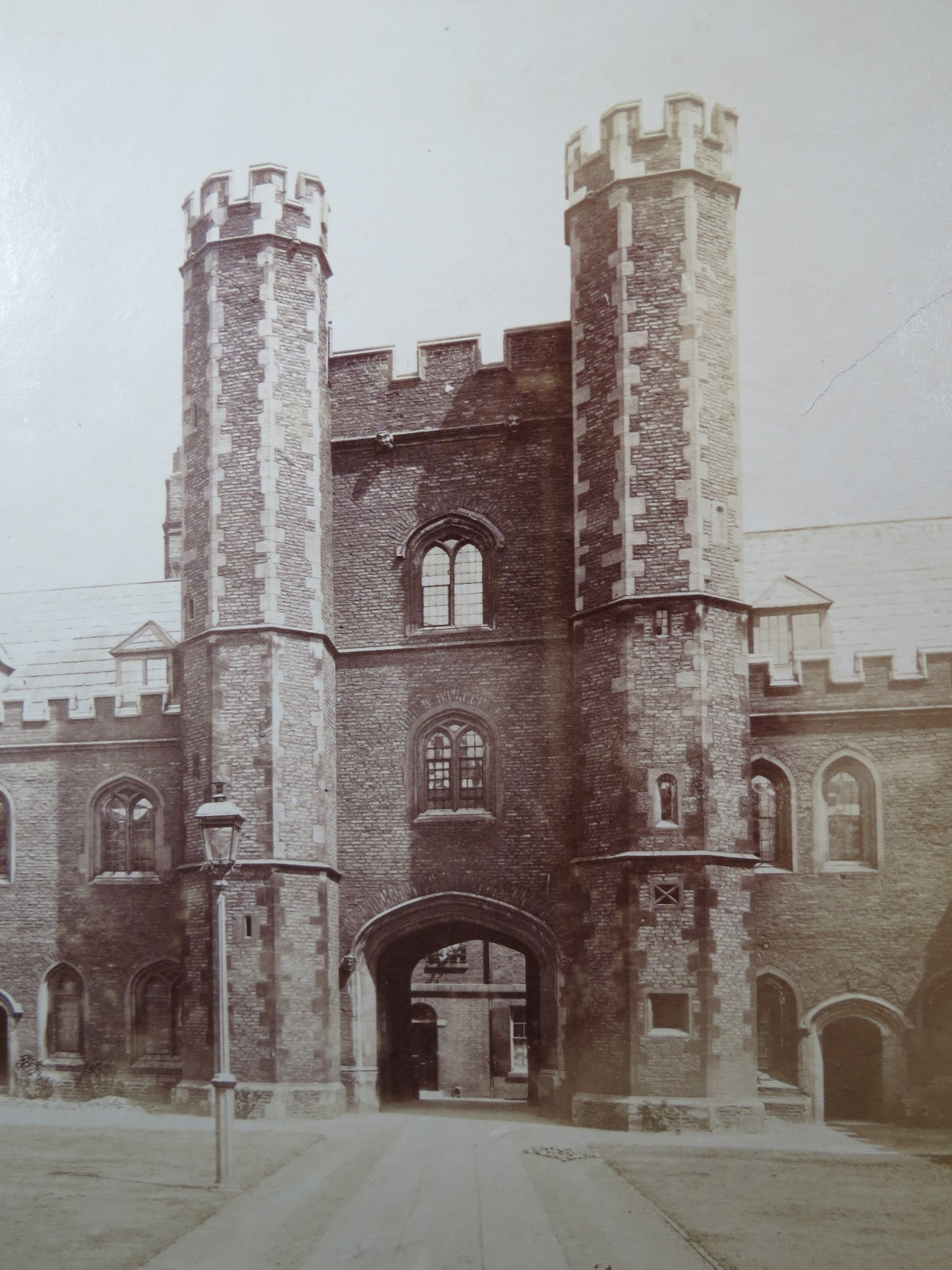
剑桥大学圣约翰学院第一进方庭门楼

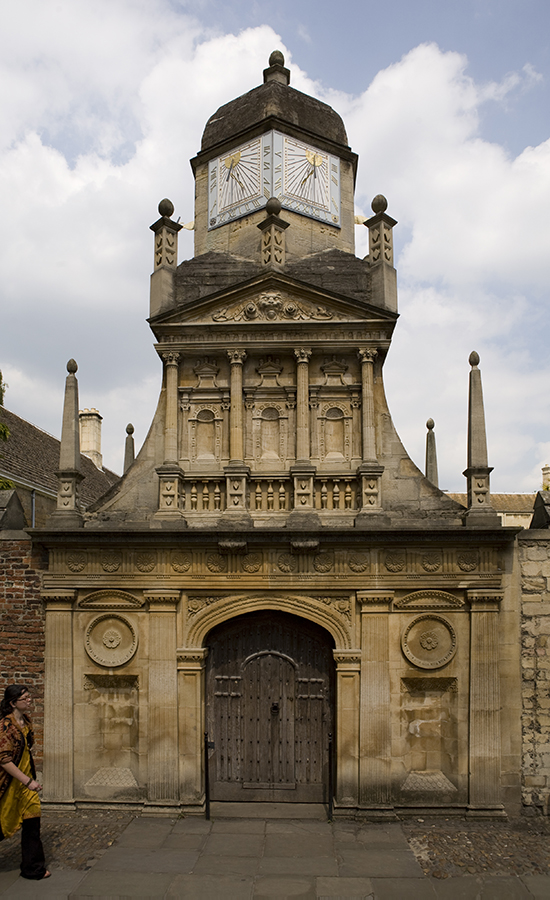
劍橋大學岡維爾與凱斯學院凱斯庭院荣誉门

- 国王学院礼拜堂收尾阶段工程（1446–1515）
- 萨福克郡拉文纳姆圣彼得与圣保罗教堂（英语：St Peter and St Paul's Church, Lavenham）（1485–1525）
- 诺福克郡金斯林红山礼拜堂（Red Mount Chapel，约1485–1533）
- 温莎城堡圣乔治礼拜堂（1475–1528）
- 威尔士霍利韦尔圣温弗里德井（英语：St Winefride's Well）（1490）
- 坎特伯雷座堂中塔、滤网拱（1493–97）
- 彼得伯勒座堂后唱诗厅（1496-1508）
- 羅徹斯特座堂圣母礼拜堂（1500–12）
- 巴斯修道院（1501–39）[17]
- 圣埃德蒙兹贝里座堂（1503）
- 里彭座堂中殿（1502–22）
- 西敏寺亨利七世礼拜堂（1503–1509）[1]
- 赛伦赛斯特圣施洗约翰堂（1508–30）
- 布里斯托尔座堂回廊（约1515–26）
- 牛津大学赫特福德学院礼拜堂（1520–21）
- 伊利座堂、埃克塞特座堂、伍斯特座堂、索爾茲伯里座堂、溫徹斯特座堂等座堂的小礼堂
- 伦敦锁链中的圣彼得皇家礼拜堂、聖安德魯井下教堂（英语：St. Andrew Undershaft）、萨沃伊礼拜堂、聖奧古斯丁塔（英语：St Augustine's Tower, Hackney）

#### 学术建筑

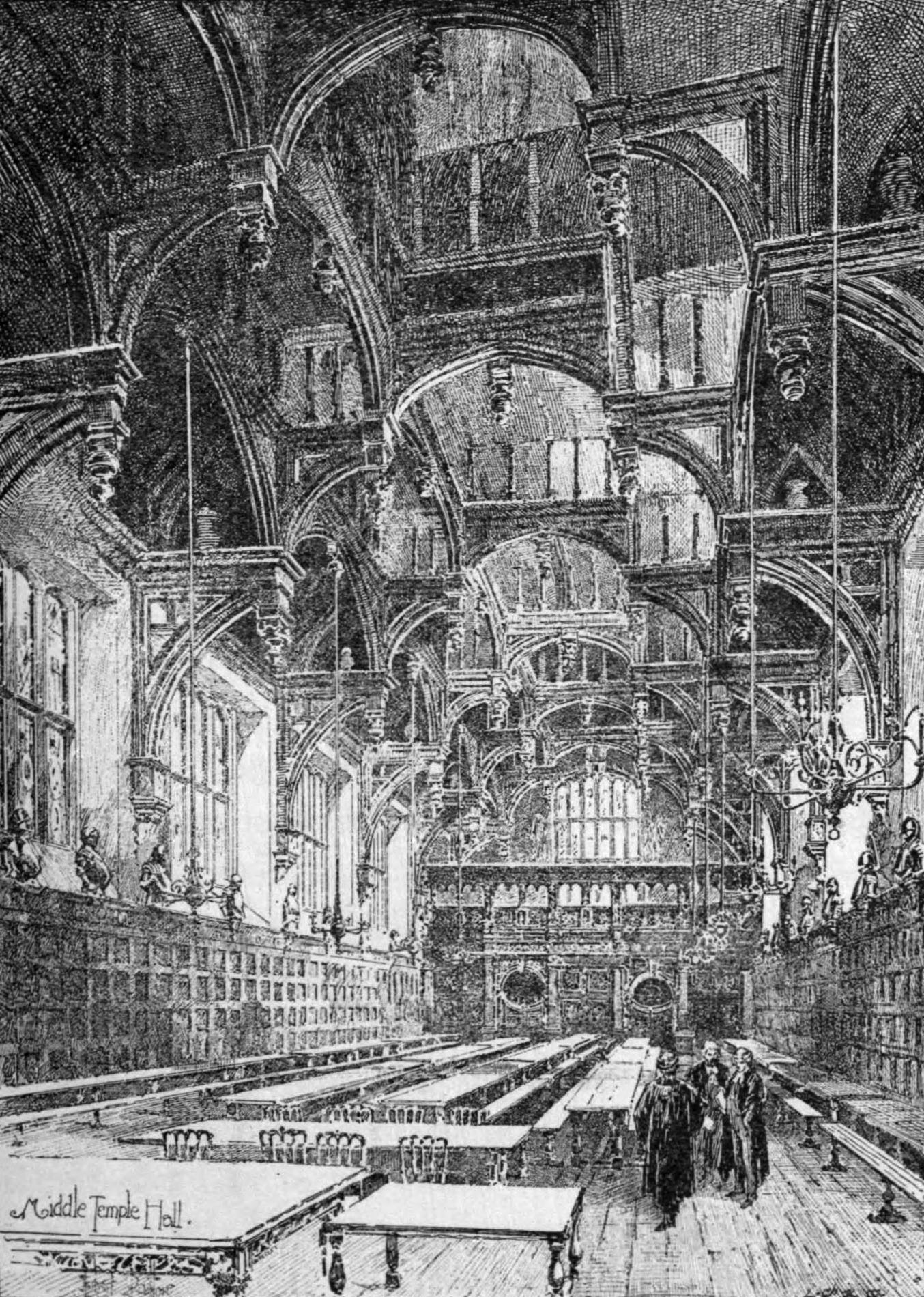
中殿律師學院大堂

- 牛津大学莫德林塔（英语：Magdalen Tower）（1492–1509）
- 剑桥大学基督学院第一进院（1505–11）
- 牛津大學青銅鼻學院旧方庭（1509–22）
- 剑桥大学圣约翰学院第一方庭（1511–20）、第二方庭（1598–1602）
- 牛津大學基督聖體學院前庭（1517）
- 牛津大学基督堂学院汤姆方庭（1525–29）
- 劍橋大學岡維爾與凱斯學院凯斯庭院（1565）
- 剑桥大学三一学院三一学院巨庭（1599–1608）
- 林肯律師學院旧大堂（约1490）
- 格雷律師學院（1559；伦敦大轰炸后修缮）
- 中殿律師學院（1562–72；大轰炸后修缮）
- 贸易律师学院（英语：Staple Inn）（1580–86；大轰炸后修缮）

#### 市政与商贸建筑
- 埃塞克斯郡萨克斯特德市政厅（英语：Thaxted Guildhall）（15世纪晚期）
- 威尔特郡马姆斯伯里市场路口（英语：Malmesbury Market Cross）（约1490）
- 索默塞特郡谢普顿马利特市场路口（英语：Market Cross, Shepton Mallet）（约1500）
- 萨福克郡拉文纳姆市政厅（英语：Lavenham Guildhall）（1529）
- 什罗普郡马奇温洛克市政厅（英语：Much Wenlock Guildhall）（1587）
- 什罗普郡什鲁斯伯里老市场大厅（英语：Old Market Hall, Shrewsbury）（1597）
- 伦敦旧皇家交易所（1565–71，托马斯·格雷沙姆设计；1666年烧毁）

#### 其他
- 格拉斯顿伯里法庭（英语：The Tribunal, Glastonbury）（约1500）
- 原莎士比亚环球剧场（1599；1613–14年修缮；1644年拆除）
- 伦敦圣约翰门（英语：St. John's Gate）（1504）
- 考文垂福特医院（英语：Ford's Hospital）

### 居住建筑

#### 宫殿建筑

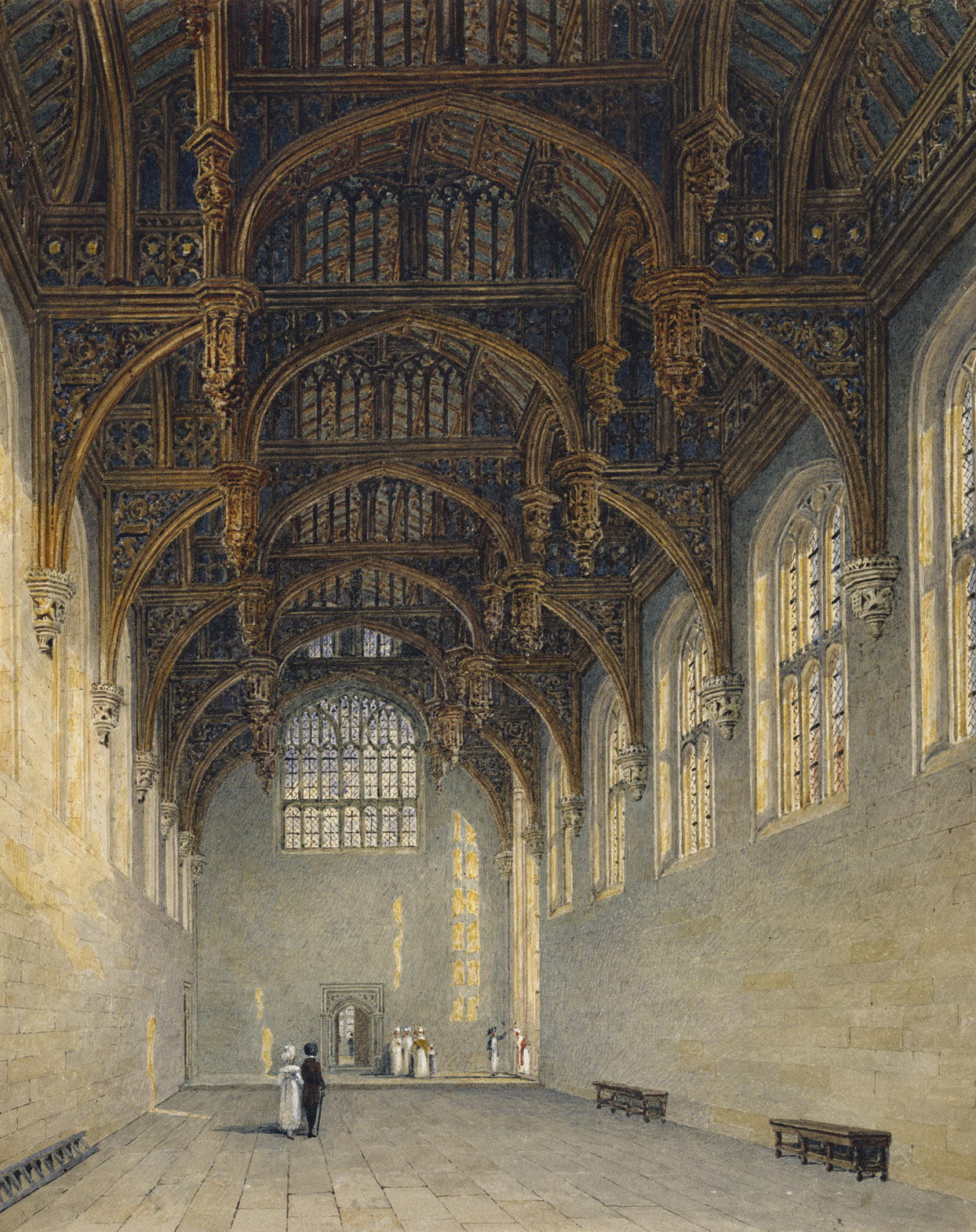
汉普敦宫大厅

- 亨利七世，普拉森舍宫（1498–1504；1660年毁）
- 亨利七世，里士满宫（1498–1502，1649年毁）
- 亨利八世，布赖德韦尔宫（英语：Bridewell Palace）（1515–23，1666年毁）
- 亨利八世，博利厄宫（英语：Palace of Beaulieu）（1516–27，部分损毁）
- 亨利八世，利茲城堡（1519）
- 亨利八世，亨斯顿庄园（英语：Hunsdon House）（1525，部分损毁）
- 亨利八世，聖詹姆士宮（1531–44）
- 亨利八世，奥特兰兹宫（英语：Oatlands Palace）（1538，已毁）
- 亨利八世，伊丽莎白王后狩猎小屋（英语：Queen Elizabeth's Hunting Lodge）（1542–43）
- 亨利八世，无双宫（1538；1682年毁）
- 富勒姆宮（1480–1522）
- 兰柏宫（部分，1495）
- 哈特菲爾德莊園（1497，部分损坏）
- 漢普敦宮（1498–1502）
- 懷特霍爾宮（1514–30；1691年毁）
- 霍尔登比宫（英语：Holdenby House）（1583）
- 西奥博尔德宫（英语：Theobalds House）（1564–85）

#### 宅邸建筑

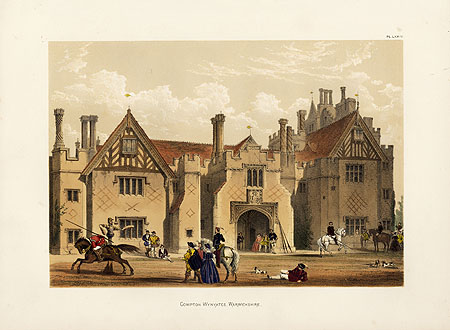
康普顿温尼亚茨别墅（Compton Wynyates）

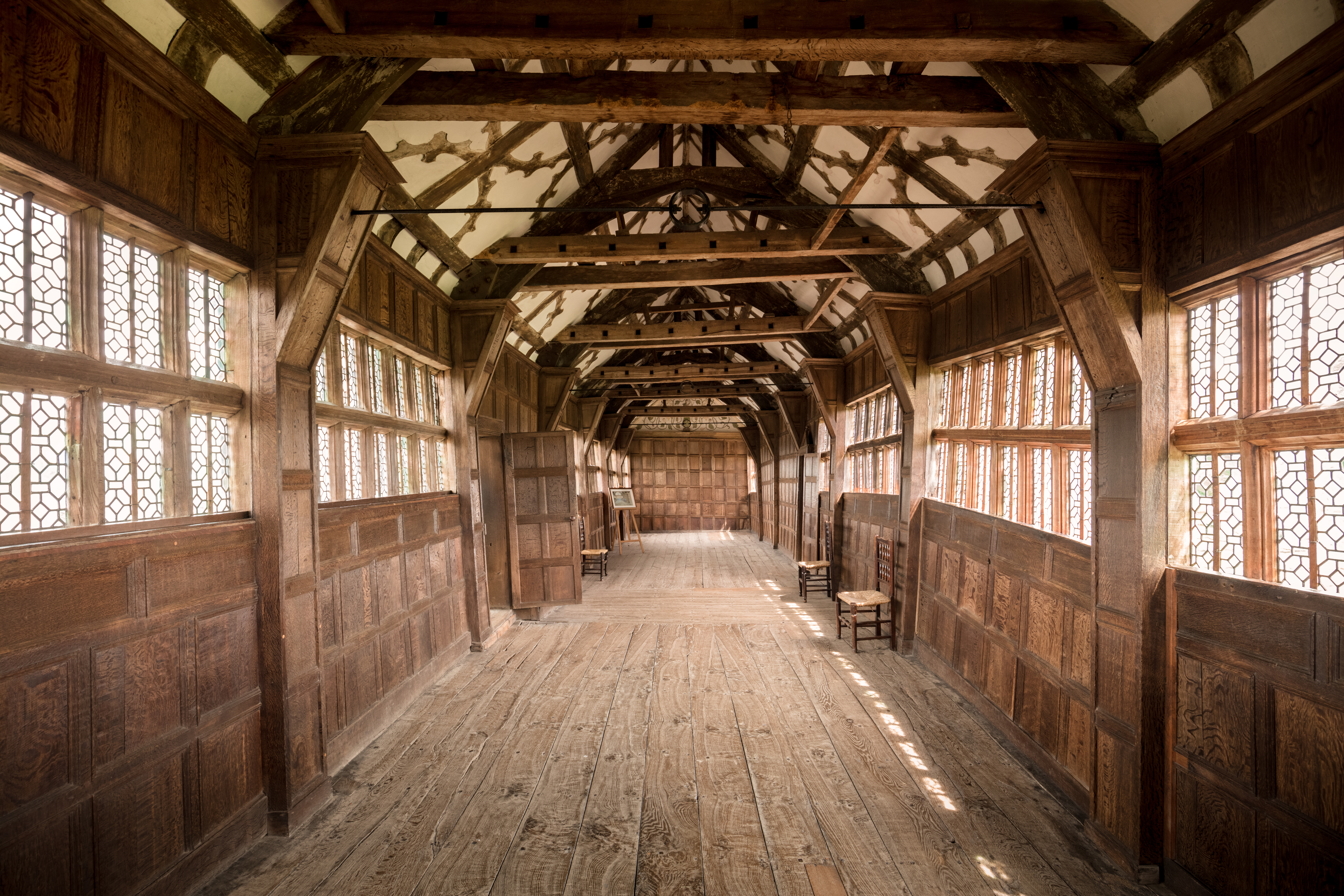
小莫頓莊園长廊

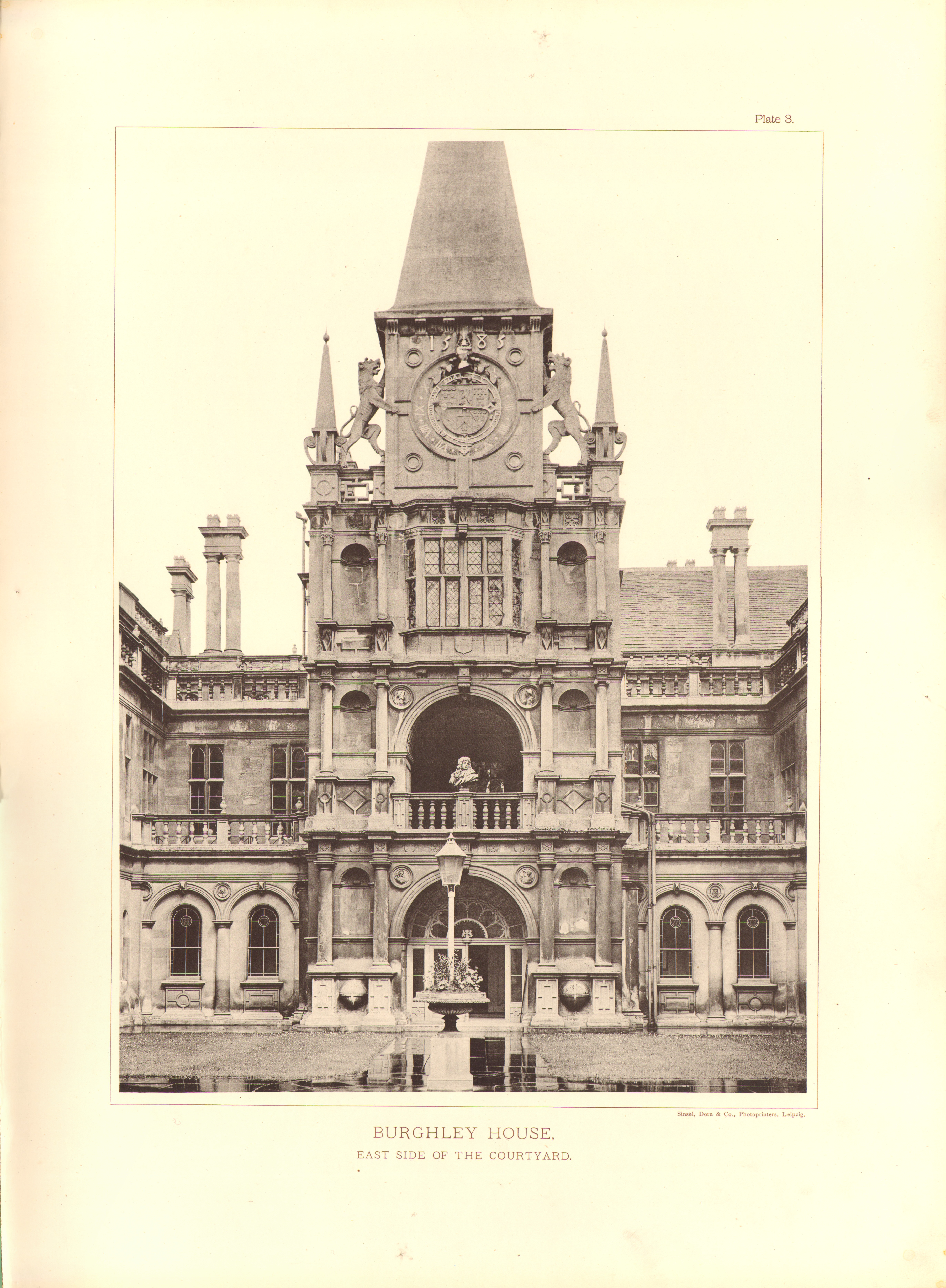
伯利莊園门楼

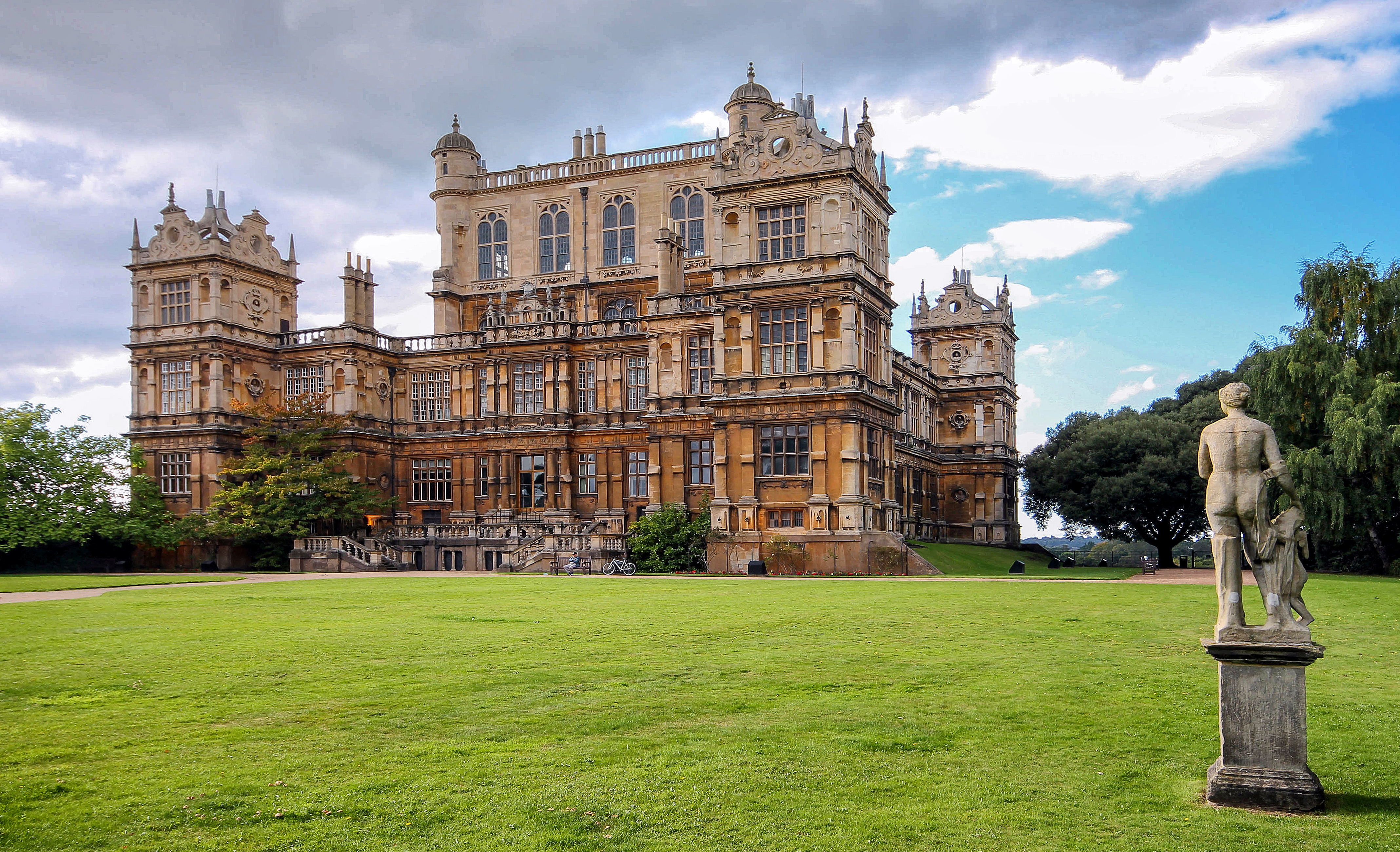
沃萊頓廳

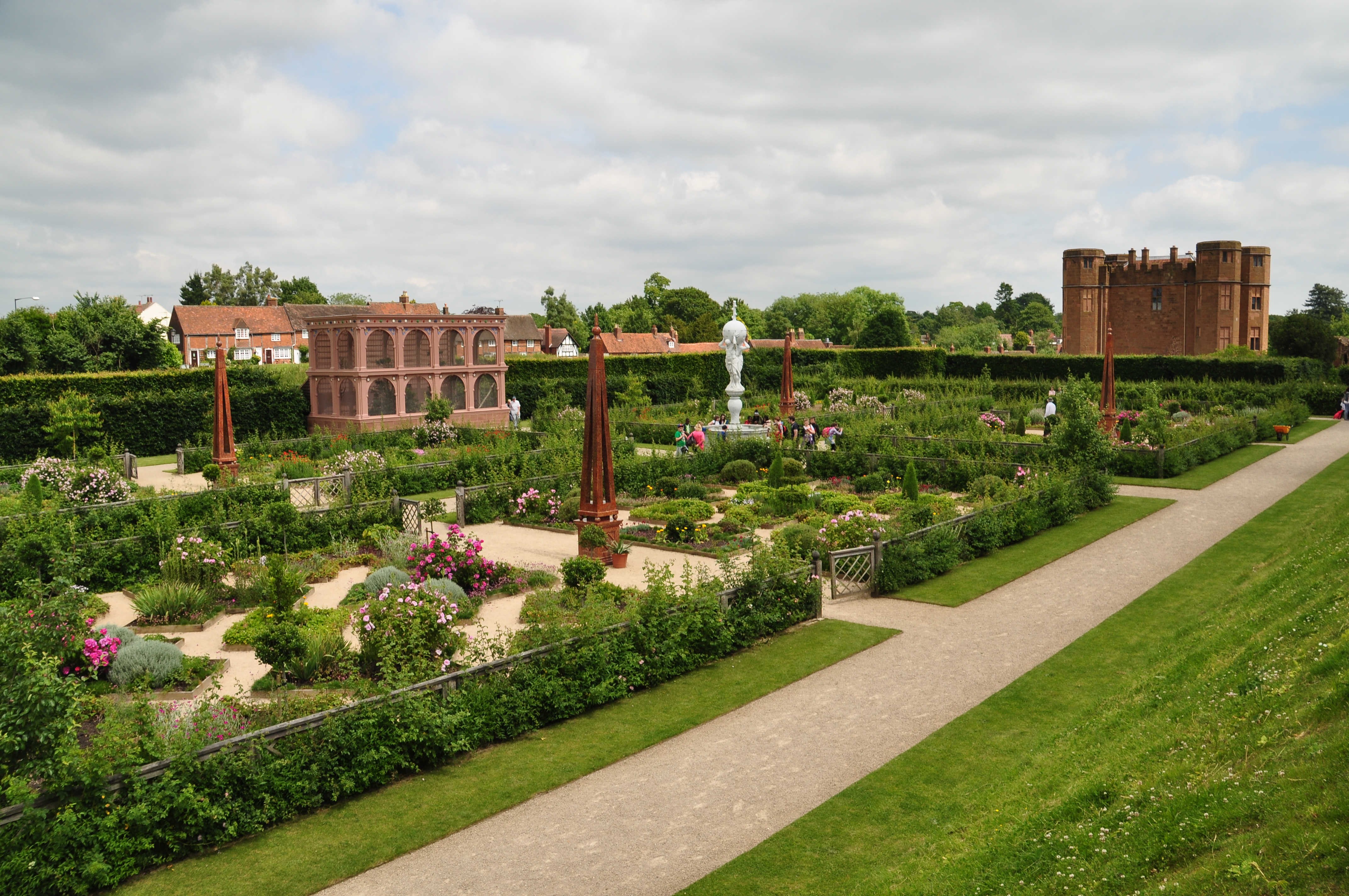
凱尼爾沃思城堡的伊丽莎白式庭园

- 伦敦卡尔特修道院（英语：London Charterhouse）大厅（1545）
- 萨顿庄园（英语：Sutton House, London）（1535）
- 萨福克宫（英语：Suffolk Place）（1522；1557年毁）
- 霍尔别墅（英语：Hall Place）（1537–1649）
- 錫永宮（1552）
- 布鲁姆菲尔德庄园（英语：Broomfield House）（1560）
- 伊斯特伯里庄园（英语：Eastbury Manor House）（1566–73）
- 康普顿温尼亚茨别墅（1481–1515）
- 奥克斯堡庄园（英语：Oxburgh Hall）（1482）
- 普赖斯滕庄园（英语：Prysten House）（约1490）
- 阿瑟尔汉普敦庄园（英语：Athelhampton House）（1493–1550）
- 佩科克庄园花园（英语：Paycocke's House and Garden）（约1500）
- 多尔尼庭园（英语：Dorney Court）（约1500）
- 小莫頓莊園（1504–62）
- 索恩伯里城堡（英语：Thornbury Castle）（1508–21）
- 庫格頓莊園（1509–22）
- 赫尔明厄姆庄园（英语：Helmingham Hall）（1510）
- 雷尔马尼塔（英语：Layer Marney Tower）（1520）
- 东巴尔沙姆庄园（英语：East Barsham Manor）（约1520）
- 萨顿庄园（英语：Sutton Place, Surrey）（约1525）
- 亨格雷夫庄园（英语：Hengrave Hall）（1525–1538）
- 切尼斯庄园（英语：Chenies Manor House）（约1530–1550）
- 斯佩克庄园（英语：Speke Hall）（1530–98）
- 鲁福德旧庄园（英语：Rufford Old Hall）（1530）
- 考德雷庄园（英语：Cowdray House）（1533–38）
- 巴宁顿苑（1538–50）
- 肯特韦尔庄园（英语：Kentwell Hall）（1540–63）
- 哈斯灵顿庄园（英语：Haslington Hall）（1545）
- 布勒敦城堡（英语：Broughton Castle）（约1550）
- 科瑟尔斯通庄园（英语：Cothelstone Manor）（约1550）
- 大福斯特斯庄园（英语：Great Fosters）（约1550）
- 威爾頓莊園东塔（约1551）
- 梅尔福德庄园（英语：Melford Hall）（1554–59）
- 伯利莊園（1555–87）
- 绍斯敦庄园（英语：Sawston Hall）（1557–84）
- 恩格菲尔德庄园（英语：Englefield House）（1557）
- 查尔科特园（英语：Charlecote Park）（1558）
- 伯顿康斯特布尔庄园（英语：Burton Constable Hall）（约1560）
- 皮奇福德庄园（英语：Pitchford Hall）（约1560）
- 洛斯利园（英语：Loseley Park）（1562–68）
- 汉德福思庄园（英语：Handforth Hall）（1562）
- 旧戈勒姆伯里庄园（英语：Old Gorhambury House）（1563–68；荒废）
- 凱尼爾沃思城堡，罗伯特·达德利加建部分（1563–75;；1649年荒废）
- 契克斯（1565）
- 朗利特莊園（1567）
- 科爾比廳（1570–75；荒废）
- 吉灵城堡（英语：Gilling Castle）大厅（1571–75）
- 阿什比城堡庄园（英语：Castle Ashby House）（1574–1635）
- 朗福德城堡（英语：Longford Castle）（1576–91）
- 丘奇别墅（英语：Churche's Mansion）（1577）
- 帕勒姆园（英语：Parham Park）（1577）
- 雷恩索普庄园（英语：Rainthorpe Hall）（1579）
- 沃萊頓廳（1580–88）
- 本索尔大厅（英语：Benthall Hall）（1580）
- 拉德洛城堡小屋（英语：Castle Lodge, Ludlow）（1580）
- 肖氏庄园（英语：Shaw House, Berkshire）（1581）
- 科舍姆苑（英语：Corsham Court）（1582）
- 巴尔博罗庄园（英语：Barlborough Hall）（1583）
- 梅普尔达勒姆庄园（英语：Mapledurham House）（约1585）
- 威尔德霍普庄园（英语：Wilderhope Manor）（约1585）
- 布雷尔顿庄园（英语：Brereton Hall）（1586）
- 韦克赫斯特宫（英语：Wakehurst Place）（约1590）
- 哈德威克庄园（1590–97）
- 霍利斯木屋（1591–1648）
- 康多弗庄园（英语：Condover Hall）（1591–98）
- 安格尔西庄园（英语：Anglesey Abbey）（约1591）
- 斯坦利宫（英语：Stanley Palace）（约1591）
- 朗福德城堡（英语：Longford Castle）（1591）
- 丹尼庄园（英语：Danny House）（1593–95）
- 多丁敦庄园（英语：Doddington Hall, Lincolnshire）（1593–1600）
- 米尔顿庄园（英语：Milton Hall）（1593–94）
- 盖伊赫斯特庄园（英语：Gayhurst House）（1597–1603）
- 喷泉庄园（英语：Fountains Hall）（1598–1604）
- 蒙塔庫特府邸（1598）
- 布拉莫爾會堂（约1599）
- 高索尔普庄园（英语：Gawthorpe Hall）（1600–04）
- 韦斯特伍德庄园（英语：Westwood House）（1600）
- 哈特韦尔庄园（英语：Hartwell House, Buckinghamshire）（17世纪）
- 伯顿·艾格尼丝庄园（英语：Burton Agnes Hall）（1601–10）

## 都铎复兴式建筑
19世纪，晚期哥特式元素、都铎式与伊丽莎白式元素自由融合，广泛应用于酒店、火车站等公共建筑及住宅设计，这种风潮更延续至20世纪。此类可归类为新文藝復興建築，有许多别称，包括都铎式（Tudor）、仿都铎式（Mock Tudor）、都铎复兴式（Tudor Revival）、伊丽莎白式（Elizabethan）、都铎-伊丽莎白式（Tudorbethan）、詹姆士-伊丽莎白式（Jacobethan）等。都铎与伊丽莎白时期的建筑范式，成为19至20世纪美国及英联邦国家兴建宏伟乡间庄园的灵感来源。19至20世纪兴起的复兴式建筑运动常借鉴都铎式建筑的范例，如学院哥特式建筑风格。

## 延伸阅读
- Airs, Malcolm, The Buildings of Britain, A Guide and Gazetteer, Tudor and Jacobean, 1982, Barrie & Jenkins (London), ISBN 0091478316
- Airs, Malcolm, The Tudor and Jacobean Country House: A Building History, 1998, Bramley, ISBN 1858338336, 978-1858338330
- Garner, Thomas and Arthur James Stratton, Domestic Architecture of England during the Tudor Period. London: B.T. Batsford, 1908–1911.
- Gunn, S. (2016). The making of Tudor England. In S. Gunn (Ed.), Henry VII’s New Men and the Making of Tudor England (p. 0). Oxford University Press. https://doi.org/10.1093/acprof:oso/9780199659838.003.0018
- Henderson, Paula, The Tudor House and Garden: Architecture and Landscape in the Sixteenth and Early Seventeenth Centuries, 2005, Paul Mellon Centre for Studies in British Art/ Yale University Press, ISBN 0300106874, 978-0300106879
- Howard, Maurice, The Early Tudor Country House: Architecture and Politics 1490–1550, 1987, Hamlyn, ISBN 0540011193, 978-0540011193
- Tudor Architecture. (n.d.). English Heritage. Retrieved April 19, 2024, from https://www.english-heritage.org.uk/learn/story-of-england/tudors/architecture/
- Jenkins, Simon, England's Thousand Best Churches, 1999, Allen Lane, ISBN 0-7139-9281-6
- Jenkins, Simon, England's Thousand Best Houses, 2003, Allen Lane, ISBN 0-7139-9596-3
- John Julius Norwich, The Architecture of Southern England, Macmillan, London, 1985, ISBN 0333220374